# Givarbela
Givarbela is een geslacht van vlinders van de familie van de houtboorders (Cossidae), uit de onderfamilie van de Hypoptinae. De wetenschappelijke naam en de beschrijving van dit geslacht werden voor het eerst in 1957 gepubliceerd door Harry Kendon Clench.
De soorten van dit geslacht komen voor in Zuid-Amerika.

## Soorten
- Givarbela decolorata Penco, Yakovlev, Naydenov & Witt 2019
- Givarbela drechseli Penco, Yakovlev, Naydenov & Witt 2019
- Givarbela steinbachi Clench, 1957